# Chersodromia nana
Chersodromia nana är en tvåvingeart som först beskrevs av Daniel William Coquillett 1903.  Chersodromia nana ingår i släktet Chersodromia och familjen puckeldansflugor.
Artens utbredningsområde är Florida. Inga underarter finns listade i Catalogue of Life.